# Калянин, Игорь Викторович
Игорь Викторович Калянин (род. Челябинск) — советский и российский хоккеист, нападающий; тренер.

## Биография
Воспитанник челябинского «Трактора», тренер Владимир Мурашов. Бронзовый призёр чемпионата СССР среди юниоров (1979, 1980). Дебютировал в команде первой лиги «Металлург» Челябинск (1980/81). В сезонах 1981/82 — 1982/83 играл за СКА Свердловск. Сезон 1983/84 провёл в «Металлурге». Следующий сезон начал в команде высшей лиги «Трактор», после чего снова стал играть за «Металлург» (с 1990 года — «Мечел») в первой лиге. Сезон 1994/95 провёл в команде чемпионата Югославии «Партизан» Белград.
С 1995 года — тренер в СДЮШОР «Трактор» (чемпион России 2001/2002 команды 1988 года рождения), также играл за челябинский «Политехник» во второй лиге. Главный тренер «Трактора-2» (2005/06). Тренер в командах (с сезона 2008/09 — в КХЛ) «Трактор» (2006/07 — 2009/10), «Витязь» Чехов (2010/11 — 2011/12), «Северсталь» Череповец (2012/13), «Донбасс» Донецк (Украина, 2013/14), «Барыс» Астана (Казахстан, 2014/15, 2016/17 — до 9 сентября), СКА СПб (2015/16, до 10 октября).
Тренер в сборной Казахстана (2014—2017). Постоянно работал под руководством Андрея Назарова.
Сын Александр, хоккеист, погиб вместе с командой ярославского «Локомотива» в авиакатастрофе 2011 года в возрасте 23 лет.